# Blah Records
Blah Records — британская хип-хоп-группа и одноименный инди-лейбл, основанный в 2006 году Ли Скоттом и DJ Molotov, Организация получила признание за свою специфическую маркетинговую кампанию, нестандартное звучание и провокационные тексты песен. В рамках команды также существует проект Cult of the Damned, возникший из более ранней группы Children of the Damned.